# Jagdgeschwader 331
La Jagdgeschwader 331 (JG 331) (331e escadron de chasseurs) est une unité de chasseurs de la Luftwaffe à l'aube de la Seconde Guerre mondiale.
Active de 1938 à 1939, l'unité était affectée aux missions visant à assurer la supériorité aérienne de l'Allemagne dans le ciel de l'Europe.

## Opérations
Le JG 331 opère sur des chasseurs :
- Messerschmitt Bf 109D

## Organisation

### I. Gruppe
Formé le 1er novembre 1938 à Mährisch Trübau à partir du IV./JG 132 avec :
- Stab I./JG 331 à partir du Stab IV./JG 132
- 1./JG 331 à partir du 10./JG 132
- 2./JG 331 à partir du 11./JG 132
- 3./JG 331 à partir du 12./JG 132

Le 1er mai 1939, le I./JG 331 est renommé I./JG 77 :
- Stab I./JG 331 devient Stab I./JG 77
- 1./JG 331 devient 1./JG 77
- 2./JG 331 devient 2./JG 77
- 3./JG 331 devient 3./JG 77

Gruppenkommandeure (Commandant de groupe) :
| Début             | Fin          | Grade     | Nom            |
| ----------------- | ------------ | --------- | -------------- |
| 1er novembre 1938 | 1er mai 1939 | Hauptmann | Johannes Janke |